# Vaulruz
Vaulruz (antiguamente en alemán Thalbach) es una comuna suiza del cantón de Friburgo, situada en el distrito de Gruyère. Limita al norte con la comuna de Sâles, al este con Riaz, al sur con Vuadens y Gruyères, y al oeste con Semsales.

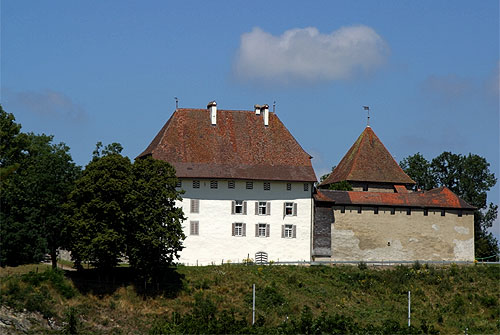
Castillo de Vaulruz.